# Donhead St Mary
Donhead St Mary – wieś w Anglii, w hrabstwie Wiltshire, położona na zachodnim brzegu rzeki Nadder. Leży 25 km na zachód od miasta Salisbury i 150 km na zachód od Londynu.